# Faisceau d'Airy
Un faisceau d'Airy est un champ de radiations électromagnétiques à invariance de propagation dont le principal lobe d'intensité se propage le long d'une trajectoire parabolique courbée tout en étant résilient aux perturbations (auto-rétablissement).

## Histoire
L'expression « rayon d'Airy » dérive de l'intégrale d'Airy, développée dans les années 1830 par George Biddell Airy pour expliquer les caustiques optiques telles que celles apparaissant dans un arc-en-ciel.
L'onde Airy a été théorisée pour la première fois en 1979 par M. V. Berry (en) et Nándor Balázs (en). Ils ont démontré une solution de paquet d'ondes Airy non diffusante à l'équation de Schrödinger dépendante du temps pour la fonction d'onde {\displaystyle \psi (x,t)} d'une particule libre se déplaçant dans une dimension spatiale, {\displaystyle x} dans le temps, {\displaystyle t}. La densité de probabilité, {\displaystyle |psi(x,t)|^{2}}, associée à cette solution présente une accélération uniforme en {\displaystyle x} avec le temps.
En 2022, une équipe a démontré la nature accélérante des faisceaux Airy de l'imagerie en radiation terahertz (THz) d'objets partiellement obscurcis par un bloc de faisceau opaque 
.